# Portugália

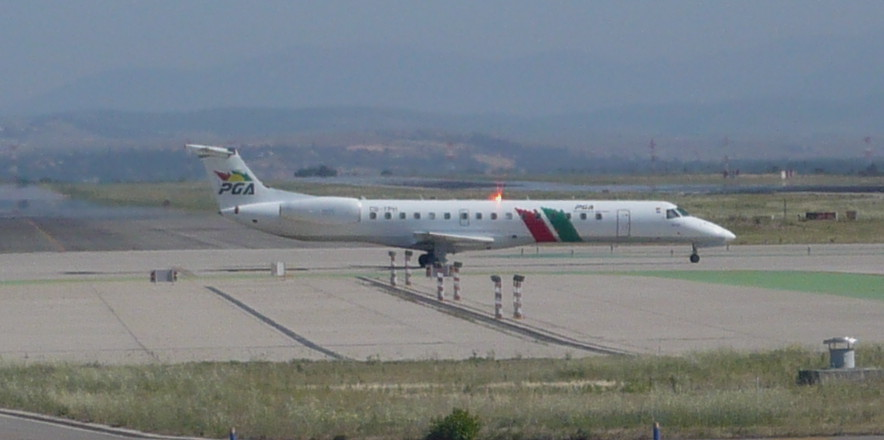
Embraer 145 авіакомпанії Portugália

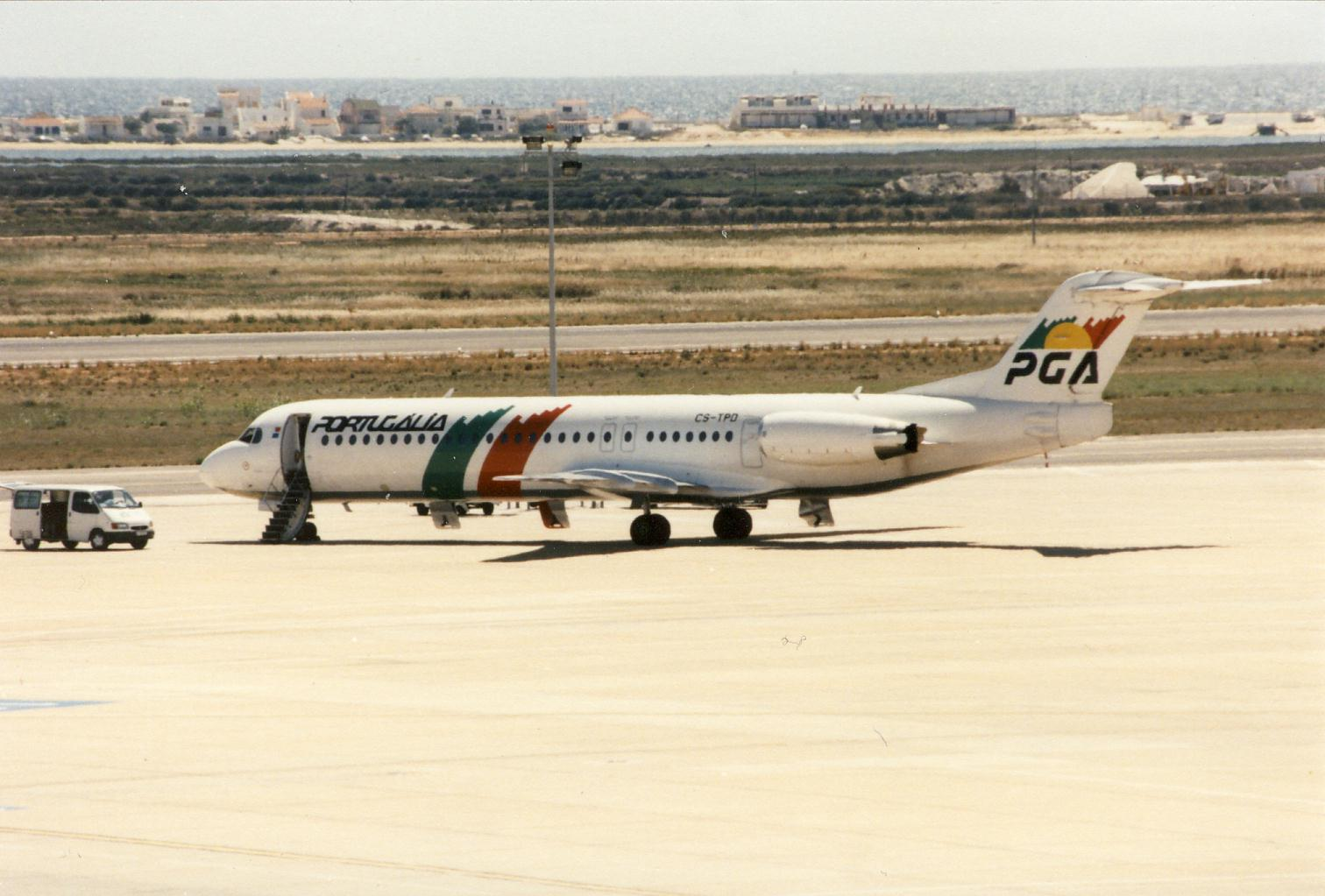
Fokker 100 Portugália

Companhia Portuguesa de Transportes Aereos SA, що діє як Portugália, — регіональна авіакомпанія Португалії зі штаб-квартирою в місті Лісабон, є дочірнім підрозділом національного авіаперевізника країни TAP Portugal. Виконує регулярні і чартерні рейси з аеропортів Лісабона і Порту за внутрішніми і міжнародними напрямами в країни Європейського Союзу.
Портом приписки авіакомпанії і її головним транзитним вузлом (хабом) є лісабонський Міжнародний аеропорт «Портела», вторинним хабом і основним пунктом призначення в маршрутній мережі перевезень — Міжнародний аеропорт Франциско де Са Канейру в Порту.

## Історія
Авіакомпанія Portugália була заснована 25 липня 1988 року у формі акціонерного товариства, однак почала операційну діяльність тільки через два роки у зв'язку з тривалою процедурою лібералізації авіаційних перевезень в країнах Євросоюзу. 7 липня 1990 року було зроблено перші рейси авіакомпанії з регулярними маршрутами з аеропорту Лісабона в міста Порту і Фару. Надалі діяльність перевізника зосередилася головним чином на внутрішніх і міжнародних чартерних пасажирських рейсах, оскільки регулярні рейси за кордон в той момент не допускалися заборонами португальського законодавства.
Міжнародні напрямки на постійній основі увійшли в маршрутну мережу авіакомпанії в червні 1992 року відкриттям ряду регулярних рейсів з Лісабона і Порту. 6 листопада 2006 року флагманська авіакомпанія Португалії TAP Portugal в особі керуючого холдингу Grupo Espirito Santo оголосила про придбання 99,81 відсотків акцій Portugália і санкціонуванні даної угоди регулюючими органами уряду країни.
Станом на березень 2007 року в авіакомпанії Portugália працювало 750 осіб.
У 2008 року Portugália увійшла до складу глобального авіаційного альянсу пасажирських перевезень SkyTeam, однак була змушена покинути цей альянс, оскільки материнська авіакомпанія TAP Portugal є повноправним членом конкуруючого альянсу Star Alliance. В даний час розглядається питання про приєднання Portugália до Star Alliance як регіонального партнера пасажирських перевезень.

## Флот
Станом на червень 2008 року повітряний флот авіакомпанії Portugália становили такі літаки:

## Авіапригоди і нещасні випадки
11 серпня 2001 року при рулюванні літака Fokker 100 в Міжнародному аеропорту «Портела» склалася ліва стійка основних шасі. Ніхто з тих, хто перебував на борту лайнера, не постраждав.